# Jardinet de la Rue-des-Ursins
Le jardinet de la Rue-des-Ursins est un espace vert du 4e arrondissement de Paris, en France.

## Situation et accès

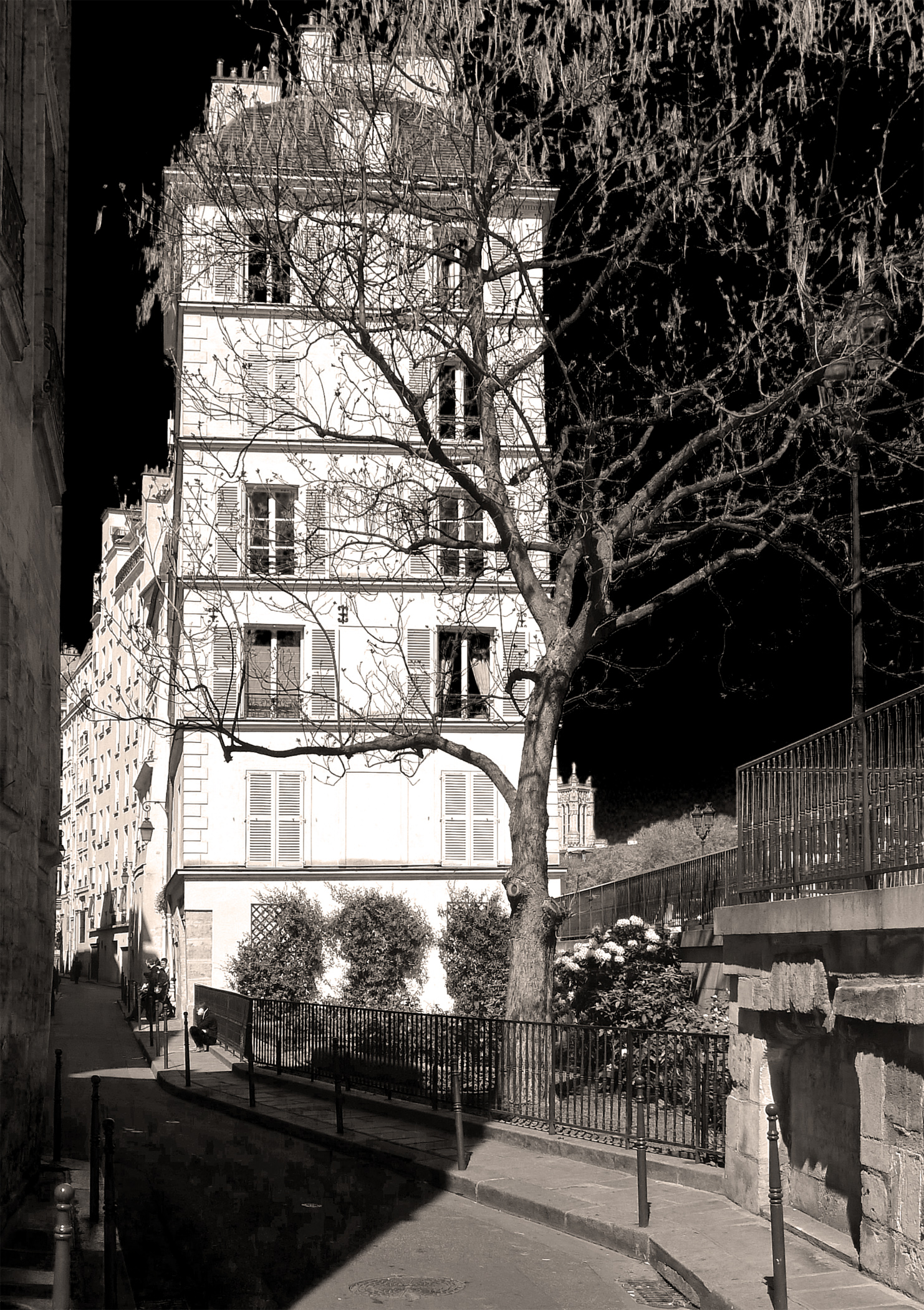
Le jardinet est adossé au mur en contrebas du quai aux Fleurs.

Le jardinet est situé dans la partie est de l'île de la Cité, non loin de la cathédrale Notre-Dame. Il est situé au bout de la rue des Ursins sur le côté pair de la rue (son côté nord), dans un espace dégagé à l'est du no 4 et en face des nos 5 et 7. La rue des Ursins étant plus basse que le quai aux Fleurs, le jardinet est situé en contrebas de celui-ci ; une grille assure la protection des piétons sur le quai. Immédiatement à l'est, un petit escalier permet d'accéder à la rue des Ursins depuis le quai aux Fleurs.
Il est desservi par la ligne 4 à la station Cité.

## Description
Le jardinet occupe un espace grossièrement trapézoïdal d'environ 25 m de long sur 7 m de large, pour une superficie totale de 130 m2,, le plus petit espace vert du 4e arrondissement et l'un des plus petits de Paris (seuls les jardins Pihet-Bellay et Alice-Saunier-Seïté sont plus petits). Il s'agit du seul espace vert parisien à porter le titre de « jardinet ».

Fontaine du jardinet.

Le jardinet comprend simplement deux bacs de fleurs en son centre, un autre le long du mur du 4, rue des Ursins et deux derniers contre le mur du quai aux Fleurs. À son extrémité est, un arbre est planté. La superficie du jardin est partagée à peu près à moitié entre les zones horticoles et les zones minérales. Contre le mur, le long du quai aux Fleurs, il comprend également une fontaine en activité : il s'agit d'une simple vasque rectangulaire alimentée par deux têtes de tigres.
Le jardinet est protégé par une grille basse le long de la rue des Ursins et l'accès n'en est pas possible au public.

## Historique
Le jardinet est créé en 1993.